# NIGO
NIGO®（ニゴー、1970年12月23日 - ）は、日本発のライフスタイルブランド、HUMAN MADE（ヒューマンメイド）の創業者兼デザイナーであり、オツモ株式会社の代表取締役社長、そして服飾デザインその他における登録商標である
。1990年代に裏原宿系ファッションの「A BATHING APE®」（ア・ベイシング・エイプ）創業者。 2010年に「過去と未来の融合」をコンセプトにしたライフスタイルブランド「HUMAN MADE」を創業。2021年「KENZO」のアーティスティックディレクターに就任。他にも、アートディレクター、音楽プロデューサー、インテリアデザイナー、フォトグラファー、陶芸家でもある。 主なクライアントにはCyberAgentやLOUIS VUITTON、KENZO、adidas、JINSなど。過去には、ユニクロのTシャツブランド「UT」のクリエイティブディレクターも歴任。さらには音楽ジャンルでも活躍し、これまでにプロデュースしたアーティストや音源、映像は数々の賞を受賞。飲食店舗『CURRY UP』や日本酒ブランド SAKE STORM COWBOYのプロデュース。
本名は長尾 智明（ながお ともあき）。群馬県前橋市生まれ。妻は女優の牧瀬里穂。名前の由来は当時ア ストア ロボット原宿店店長が藤原ヒロシに似ていると言った事から“藤原ヒロシ2号”と愛称がつき、その中の“2号”をローマ字表記にしたもの。
「A BATHING APE®」は裏原宿系ブランドや、猿のキャラクターをデザインに配したTシャツで知られる。2005年にはThe Neptunesのファレル・ウィリアムスとアパレルブランド「BILLIONAIRE BOYS CLUB®」と「ICE CREAM™」を共同で立ち上げ、東京、ニューヨーク、香港にも出店した。2011年に「BILLIONAIRE BOYS CLUB®」の運営及びデザインからは退いている。2016年に「HUMAN MADE」の運営母体としてオツモ株式会社を設立。2020年にはLOUIS VUITTONのアーティスティック・ディレクター、ヴァージル・アブローからのアプローチで実現した「ルイ・ヴィトン LV スクエアード コレクション」を発表。HUMAN MADEのアイコニックなグラフィックを融合させたデザインが話題に。そして2021年9月20日付けでKENZOのアーティスティック・ディレクターに就任。

## 来歴
文化服装学院在学中にDJ、ライター、スタイリストとしてのキャリアをスタート。卒業後の1993年、当時アンダーカバーをデザインしていた高橋盾（愛称：ジョニオ）とともに、東京・原宿にアパレルショップ「NOWHERE」（No whereとNow hereを掛けている）をオープン。オリジナルのカモ柄を使ってデザインをしたアイテムがアイコンとなっている。
2004年には米ニュース誌『TIME』の特集「アジアの英雄20人」に選出。翌2005年にはアンディ・ウォーホル創刊の米雑誌『インタビュー』の日本特集号の表紙に登場。撮影はカール・ラガーフェルド。
2007年、日本テレビ『24時間テレビ 「愛は地球を救う」』（第30回）のTシャツをデザイン。
2009年には株式会社ノーウェアの代表取締役社長を辞任（ブランド指揮業務は継続）、同社からの独立という形で新会社の「NIGOLD」（ニゴールド）を設立した。2010年に新ブランド「HUMAN MADE」（ヒューマン・メイド）を立ち上げる。さらにアイウェアメーカーのクレイドルより「EFFECTOR by NIGO®」を発表。
2011年に株式会社ノーウェアを香港のセレクトショップ運営企業「I.T」が買収。「A BATHING APE®」のクリエイティブディレクターとして2年の契約を締結した。2012年にはコンバースとのコラボレーションによるスニーカー製品「CONVERSE ADDICT by NIGO®」（コンバース・アディクト・バイ・ニゴー）を発売。
2013年、香港I.Tとの契約終了に伴い「A BATHING APE®」のクリエイティブディレクターを退任、フリーとして様々な分野での活動を開始することとなる。同年ユニクロのTシャツブランド「UT」のクリエティブディレクターに就任。
2014年には「アディダス・オリジナルス」との長期パートナーシップ契約を締結。コラボレーションによるコレクション「アディダス・オリジナルス・バイ・ニゴー」(ADIDAS ORIGINALS BY NIGO)を始動するに至った。同年にはデザイナー歴25周年を記念したオークション「NIGO® ONLY LIVES TWICE」をサザビーズ香港で開催。ユナイテッドアローズとの協業によるスーツを主体としたブランド「NIGOLD® by UNITED ARROWS」（ニゴールド・バイ・ユナイテッドアローズ）の発売もあった。
2014年11月、ファッションデザイナーの西山徹とブランド「ダウトフル・アズ・ダブル」(DOUBTFUL AS DOUBLE®)を立ち上げ、同ブランドの展覧会を原宿表参道で開催。2015年よりZOZOTOWNにて販売が開始されている。
2015年4月、CyberAgentの総合クリエイティブ・ディレクターに就任。コーポレートロゴと「Ameba」ブランドのロゴをリニューアルした。
2015年9月、中国の出版社でショッピングサイトを運営する「YOHO!」のクリエイティブ・ディレクターに就任。北京で毎年開催されるファッションイベント「YOHOOD!」のオーガナイズ、店舗監修を務めた。
2015年12月、SF映画「スター・ウォーズ」最新作の公開に伴い、同作の貴重なグッズコレクションをオークションする企画「Return of the NIGO®」をSotheby’s Newyorkで開催。
2016年4月、ヒップホップユニットHONEST BOYZ®を結成。
2017年10月、フィリップ・モリスの電子タバコ「iQOS」とのコラボレーションプロジェクト「NIGO for IQOS」をローンチ。
2018年4月、カシオ計算機の腕時計「G-SHOCK」生誕35周年を記念して、全世界で各35本限定（2型展開）のコラボモデルを発表。
2019年4月、Sotheby’s 香港にて現代アートを中心としたオークションイベント「NIGOLDENEYE® Vol.1」を開催。
2021年、「Levi’s」との共作で、かつてNIGO®が穿いていたデニムパンツ501XX、トラッカージャケット507XXを再現したジーンズを発表。

## 人物
1999年に東京パフォーマンスドールの元メンバーで歌手の市井由理と結婚したが、2002年に離婚した。
2008年12月16日に女優の牧瀬里穂と再婚。友人の紹介で知り合い、4年の交際期間を経て結婚に至った。

## 受賞
- 2008年『GQ JAPAN』「MEN OF THE YEAR」
- 2020年 GQ MEN OF THE YEAR 2020、ファッション・デザイナー・オブ・ザ・イヤー賞[42]